# 斉木テツ
斉木 テツ（さいき テツ、1974年9月11日 - ）は、日本の俳優、声優。株式会社ジニアスが運営する芸能プロダクション「アンジー」に所属する。山梨県出身。

## 来歴・人物
国士舘大学を卒業後、俳優になることを決める。2000年、映画『バトル・ロワイアル』で俳優デビュー。
ドラマ、映画、舞台での俳優業だけでなく、MC、声優、ナレーションなどの活動もしている。また演劇チーム【斉伸堂】を結成し、脚本・演出も手がけ、後進の育成にも力を入れている。2022年よりYouTubeユニット【斉伸昇龍】を結成し、YouTubeにて【百鬼の宴】を配信している。

## エピソード
- 10代から20代前半にかけ、バーテンダーと大学在学時に結成したバンドで音楽活動を行っていた。
- 中学社会教員の免許を取得している。
- 特技は、殺陣、関西弁、パチスロなど。パチスロに関しては専門雑誌での連載や自身の番組も持っていた。
- バーテンダーとしての経験もあり、無類の酒好きとして、ウイスキーやカクテル、焼酎などの知識も豊富である。

## 出演

### テレビドラマ
- JIN-仁-（2009年10月 - 12月、TBS） - 八木梅太郎 役
- JIN-仁- 完結編（2011年4月 - 6月、TBS） - 八木梅太郎 役
- 天皇の料理番（TBS）
- 天国と地獄～サイコな二人～ (TBS)-斉藤治 役
- 内田康夫サスペンス　警視庁岡部班2～多摩湖畔殺人事件（TBS)
- 今野敏サスペンス　警視庁東京湾臨海署～安積班（TBS)
- 大河ドラマ 【べらぼう～蔦重華の夢噺～】(NHK)-忠七 役

### 映画
- バトル・ロワイアル
- 北海の虎 望郷
- 陽はまた昇る
- 鉄道員
- 赤い月
- 北の雫年
- 歌舞伎町案内人
- NO,NAME
- 組葬
- デコトラの鷲
- だぁれがつっついた
- 血盟
- 首領の道 外伝 〜白虎会見参〜
- 安藤組外伝・餓狼の掟
- 特撮喜劇　大木勇造　人生最大の決戦～
- ヘルドックス

### 舞台
- PRAYER FOR THE DYING
- サザイ殻
- マクベス
- リア王
- 戦国スピリッツ
- 儚二-生きる意味-
- 新撰組-刻の狭間-
- 光る
- きら星の磁力
- あの遠い夏の日があった
- 心霊探偵八雲 いつわりの樹 - 後藤和利 役
- ガッツ石松 芸能生活35周年記念公演「しあわせになろうね」
- 劇団BOOGIE★WOOGIE 第23回公演「BLACK COMEDY」
- 劇団BOOGIE★WOOGIE 第24回公演「将門〜MASAKADO〜」
- 劇団BOOGIE★WOOGIE 第25回公演「THE BANDO-WANDER〜無稽・将門」
- 江藤博利プロデュース THE アバウト旗揚げ公演「怠夢宝流〜タイムホール〜」
- 劇団BOOGIE★WOOGIE 第26回公演「関ヶ原〜毛利家の場合〜」
- 「流れる雲よ2013〜未来より愛をこめて〜」
- 「ニューヨークで猫を殺す方法」ニジーローモーチャー
- ペンション林檎の樹物語
- THE　REDFACE　キリンの夢3　三木千也役
- お茶の間ゴブリン　西遊記奇譚～言うほど強くもない奴ら～
- お茶の間ゴブリン　Amazing　Lost～すっごい迷子～
- THE　REDFACE　七慟伽藍　其の十九　武田信玄役
- 演劇集団【BAC】　マルグリット～原作「椿姫」より～
- TAFプロデュース　幕末疾風伝MIBURO～壬生狼～永倉新八役
- J-OFF小劇団連合　アドリブガチバトル「GROUND　ZERO」厳大介編シーズン3（配信舞台）
- 劇団Focus　漆原組　新宿抗争物語（前編）（配信舞台）
- 劇団Focus　漆原組　新宿抗争物語（後編）（配信舞台）
- ALLGREEN　ゴーストたちの純情
- Yプロジェクト　雨と夢のあとに
- 猫にチャカ～新宿編～
- お茶の間ゴブリン　人外探偵結社～百鬼夜行の段～
- 脱線劇団PAGE・ONE   悪魔の子ダメヤン～第二章 ダメヤン、ちょっとお兄ちゃんになる～